# Prefetti della provincia di Biella
Elenco completo dei prefetti della provincia di Biella dal 1995, data della sua istituzione

## Repubblica italiana
- Giosuè Marino (6 novembre 1995 - 14 luglio 1997)
- Pietro Troiano (15 luglio 1997 - 1º novembre 1999)
- Giuseppe Destro (2 novembre 1999 - 19 dicembre 2000)
- Francesco Leopizzi (20 dicembre 2000 - 31 ottobre 2003)
- Gaetano di Tota (30 dicembre 2003 - 30 settembre 2006)
- Narcisa Brassesco (4 gennaio 2007 - 17 agosto 2009)
- Pasquale Manzo (1º settembre 2009 - 30 giugno 2011)
- Demetrio Missineo (29 agosto 2011 - 2 aprile 2014)
- Annunziata Gallo (13 febbraio 2017 - 7 novembre 2019)
- Fabrizia Triolo (7 novembre 2019 - 30 ottobre 2020)
- Franca Tancredi (3 novembre 2020 - 8 gennaio 2023)
- Silvana D'Agostino (9 gennaio 2023 - in carica)